# Bob Peck
Robert "Bob" Peck (Leeds, 23 de agosto de 1945 — Londres, 4 de abril de 1999) foi um ator inglês de cinema, televisão e teatro, mais conhecido por interpretar Ronald Craven no seriado de televisão Edge of Darkness e Robert Muldoon no filme Jurassic Park.

## Início da vida
Robert Peck nasceu em uma família de classe média em Leeds, West Riding of Yorkshire, em 23 de agosto de 1945. Ele estudou na Leeds Modern School em Lawnswood. Peck se formou em Arte e Design pela Leeds College of Art.

## Carreira

### Teatro
Antes de iniciar sua carreira na televisão e no cinema, Peck foi ator de teatro pela Royal Shakespeare Company junto de Ian McKellen, Donald Sinden e Judi Dench. Ele fez uma aparição memorável em The Life and Adventures of Nicholas Nickleby, de Charles Dickens, interpretando dois personagens: John Browdie e Sir Mulberry Hawk.

### The Edge of Darkness
A carreira televisiva de Peck começou na década de 1970, com seu primeiro papel na série da BBC Thirty-Minute Theatre em 1972. Ele também apareceu em várias outras produções televisivas de sucesso, como Z-Cars e Play for Today, e em filmes como Royal Flash e Parker.
Em 1985, o roteirista Troy Kennedy Martin, que já havia trabalhado com Peck em Z-Cars, o convidou a protagonizar a série Edge of Darkness, interpretando o policial Ronald Craven, que tenta desvendar a verdade por trás do assassinato brutal de sua filha, interpretada por Joanne Whalley.
Por esta série, Bob Peck venceu o prêmio de Melhor Ator no BAFTA Awards de 1986. Depois disso, Peck se tornou uma figura popular nacionalmente.

### Filmes de sucesso
Depois de ganhar popularidade por seu papel em Edge of Darkness, Peck iniciou sua carreira cinematográfica. Depois de algumas apresentações teatrais, Peck fez sua primeira aparição no cinema como personagem principal do filme de 1987 The Kitchen Toto, novamente interpretando um policial, desta vez, John Graham. Também em 1987, Peck protagonizou outro filme — On the Black Hill, adaptado do romance de mesmo nome escrito por Bruce Chatwin.
Depois de aparecer em vários outros filmes e séries, em 1993, Peck fez sua maior aparição no cinema, quando interpretou o guarda florestal Robert Muldoon no mega sucesso Jurassic Park, dirigido por Steven Spielberg e adaptado do livro de mesmo nome escrito por Michael Crichton. Neste filme, Peck com outros grandes nomes, como Sam Neill, Jeff Goldblum, Laura Dern, Richard Attenborough, Samuel L. Jackson e Wayne Knight. O trabalho de Bob Peck em Jurassic Park trouxe a ele quase tanto sucesso quanto em Edge of Darkness.

### Últimos anos
Nos últimos anos de sua vida e carreira, Peck apareceu em outros filmes, como Merisairas, Surviving Picasso, Smilla's Sense of Snow, FairyTale: A True Story e  A Guerra do Ópio.
Em 2000, um ano após a morte de Peck, o filme de animação stop-motion The Miracle Maker, foi lançado, no qual Peck dublou o personagem José de Arimateia. O filme foi dedicado à memória de Bob Peck.

## Prêmios
Pela série Edge of Darkness, Bob Peck venceu o BAFTA TV Award de Melhor Ator em 1986. Depois de vencer este prêmio, Peck se tornou uma figura popular na Inglaterra.

## Vida pessoal
Peck casou-se com a atriz Jill Baker em 1982, e com ela teve três filhos — Hannah (nascido em 1983), George (nascido em 1986) e Milly (nascido em 1990) —. Peck e Baker tiveram um casamento de dezessete anos que só terminou quando Peck morreu, em 1999.
Peck tinha uma grande amizade fora das telas com o seu colega de Edge of Darkness, Ian McNeice.
No funeral de Peck, inclusive, Ian fez uma homenagem ao amigo.

## Morte
Em Novembro de 1994, Peck foi diagnosticado com um tipo não revelado de câncer. Peck foi submetido à quimio e radioterapia e seu agente disse que ele estava se recuperando. No entanto, Peck morreu em sua casa em Londres, Inglaterra em 4 de abril de 1999, com 53 anos de idade. O funeral de Peck se localizou em Londres, e o seu colega de Edge of Darkness, Ian McNeice, fez uma homenagem ao grande amigo. Ele foi cremado e as cinzas foram entregues a sua família. Ele deixou sua esposa, e seus três filhos.

## Filmografia
| Ano  | Título                                       | Papel                           | Notas                                               |
| ---- | -------------------------------------------- | ------------------------------- | --------------------------------------------------- |
| 1972 | Thirty-Minute Theatre                        |                                 | Série de televisão                                  |
| 1974 | Z-Cars                                       | Clive Parsons                   | Série de televisão                                  |
| 1975 | Play for Today                               | Bertram                         | Série de televisão                                  |
| 1975 | Royal Flash                                  | Police Inspector                |                                                     |
| 1979 | A Performance of Macbeth                     | Macduff                         | Telefilme                                           |
| 1981 | The Three Sisters                            | Solyony                         | Telefilme                                           |
| 1981 | Play for Today                               | Joe Pike                        | Série de televisão                                  |
| 1982 | Lear                                         | Lear                            |                                                     |
| 1982 | The Life and Adventures of Nicholas Nickleby | John Browdie/Sir Mulberry Hawk  | Minissérie de televisão                             |
| 1984 | Parker                                       | Rohl                            |                                                     |
| 1984 | Bird of Prey                                 | Greggory                        | Minissérie de televisão                             |
| 1985 | Edge of Darkness                             | Ronald Craven                   | Minissérie de televisão Prêmio BAFTA de Melhor Ator |
| 1986 | The Disputation                              | Pablo Christiani                | Telefilme                                           |
| 1987 | Screen Two                                   | James Westgate                  | Série de televisão                                  |
| 1987 | The Kitchen Toto                             | John Graham                     |                                                     |
| 1988 | The Storyteller                              | Soldier                         | Série de televisão                                  |
| 1988 | On the Black Hill                            | Amos Jones                      |                                                     |
| 1989 | Slipstream                                   | Byron                           |                                                     |
| 1989 | The Jim Henson Hour                          | Soldier                         | Série de televisão                                  |
| 1989 | Surgikill                                    | Patient                         |                                                     |
| 1989 | Screen One                                   | James                           | Série de televisão                                  |
| 1990 | Ladder of Swords                             | Detective Inspector Atherton    |                                                     |
| 1990 | Lord of the Flies                            | Marine Officer                  |                                                     |
| 1990 | Screen Two                                   | John                            | Série de televisão                                  |
| 1990 | Who Bombed Birmingham?                       | Chief Superintendent Tom Meffen | Telefilme                                           |
| 1990 | Screenplay                                   | Tudor Barbu                     | Série de televisão                                  |
| 1990 | Centrepoint                                  | Armstrong                       | Minissérie de televisão                             |
| 1991 | A TV Dante                                   | Dante                           | Minissérie de televisão Apenas dublou               |
| 1991 | Children of the Dragon                       | Dr. Will Flint                  | Série de televisão                                  |
| 1991 | The Black Velvet Gown                        | Percival Miller                 | Telefilme                                           |
| 1991 | The War That Never Ends                      | King Nicias                     | Telefilme                                           |
| 1992 | An Ungentlemanly Act                         | Major Mike Norman               | Telefilme                                           |
| 1992 | Natural Lies                                 | Andrew Fell                     | Série de televisão                                  |
| 1993 | Jurassic Park                                | Robert Muldoon                  |                                                     |
| 1993 | The Young Indiana Jones Chronicles           | General Targo                   | Série de televisão                                  |
| 1994 | Verdi                                        | Giuseppe Verdi                  | Telefilme                                           |
| 1994 | Hard Times                                   | Thomas Gradgrind                | Série de televisão                                  |
| 1996 | The Merchant of Venice                       | Shylock                         | Telefilme                                           |
| 1996 | Merisairas                                   | Captain Sebastian Belger        |                                                     |
| 1996 | Surviving Picasso                            | Françoise's father              |                                                     |
| 1997 | Deadly Summer                                | Donald Harcourt                 | Telefilme                                           |
| 1997 | Smilla's Sense of Snow                       | Ravn                            |                                                     |
| 1997 | Hospital!                                    | Harley Benson                   | Telefilme                                           |
| 1997 | FairyTale: A True Story                      | Harry Briggs                    |                                                     |
| 1997 | A Guerra do Ópio                             | Denton                          |                                                     |
| 1998 | The Scold's Bridle                           | Detective Sergeant Cooper       | Telefilme                                           |
| 2000 | The Miracle Maker                            | José de Arimateia               | Dedicado à memória de Peck. Apenas dublou.          |